# Askim
Askim ( ? i  escolteu-ne la pronunciació en noruec) és un antic municipi situat al comtat d'Østfold, Noruega. Té 15.615 habitants (2016) i té una superfície de 69 km². El centre administratiu del municipi és el poble homònim.
Està situat al costat d'un dels rius més llargs de Noruega, el Glomma, el qual forma el límit amb Spydeberg pel nord i l'oest, i amb Skiptvet pel sud. Askim també limita amb Trøgstad pel nord-est i amb Eidsberg pel sud-est.
Askim produeix grans quantitats d'energia hidroelèctrica en tres preses: Solbergfoss, Kykkelsrud i Vamma. Hi va haver una mina de níquel a Kykkelsrud al segle xx.

## Informació general
Askim va ser establert com a municipi l'1 de gener de 1838.

### Nom
El municipi (originalment parròquia) rep el seu nom de l'antiga granja Askim (en nòrdic antic: Askheimr) des que es va construir la primera església. El primer element del nom és Askr que significa arbre de cendra i l'últim element és heimr que significa llar o granja.

### Escut d'armes
L'escut d'armes és modern. Se'ls hi va concedir l'1 de novembre de 1963. L'escut simbolitza les tres cascades del municipi. Els rius i les cascades són aprofitades per generar energia.

## Història
Askim ha estat sempre un punt estratègic a les guerres causa de la relativa facilitat per travessar el riu en aquest punt. L'última batalla entre Noruega i Suècia va ser lliurada a la cruïlla del riu Glomma el 9 d'agost de 1814. Es realitza una recreació històrica anualment, així com un monument en pedra que commemora aquest esdeveniment. Al pont Fossum, l'exèrcit de Noruega va defensar l'encreuament de la invasió alemanya els primers dies de la Primera Guerra Mundial.

## Ciutats agermanades
Askim manté una relació d'agermanament amb les següents localitats:
- - Huddinge, Comtat d'Estocolm, Suècia
- - Lyngby-Taarbæk Kommune, Hovedstaden, Dinamarca
- - Nuuk, Sermersooq, Groenlàndia
- - Rapla, Comtat de Rapla, Estònia
- - Seyðisfjörður, Seyðisfjarðarkaupstaður, Islàndia
- - Vantaa, Uusimaa, Finlàndia